# 噻丁环
噻丁环（Thietane）是一种含硫的四元杂环化合物，化学式C3H6S。

## 合成
噻丁环可由碳酸丙二酯与硫氰化钾反应制得，该法产量不高：
{\displaystyle \mathrm {C_{4}H_{6}O_{3}+\ KSCN\longrightarrow \ C_{3}H_{6}S+\ KOCN+\ CO_{2}} }
一个改进的方法是1,3-二溴丙烷与硫化钠的亲核取代反应：
{\displaystyle \mathrm {Br-(CH_{2})_{3}-Br+\ Na_{2}S\longrightarrow \ C_{3}H_{6}S+2\ NaBr} }

## 反应
噻丁环能被亲核试剂进攻而开环，例如与正丁基锂生成不对称硫醚：。
{\displaystyle \mathrm {C_{3}H_{6}S+\ C_{4}H_{9}Li\longrightarrow \ C_{4}H_{9}-S-C_{3}H_{7}} }
与卤素单质反应二聚成卤代过硫醚，例如噻丁环与溴的反应：。